# Buddelundiella sporadica
Buddelundiella sporadica är en kräftdjursart som beskrevs av Helmut Schmalfuss 1981. Buddelundiella sporadica ingår i släktet Buddelundiella och familjen Buddelundiellidae. Inga underarter finns listade i Catalogue of Life.